# Cuevas de Nasik
Las cuevas de Nasik (estado de Maharashtra, India), Trirashmi Leni o Pandavleni son un grupo de 23 cuevas budistas en roca entre el siglo I a. C. y el siglo III d. C., aunque se añadieron esculturas hasta aproximadamente el siglo VI, reflejando los cambios en las prácticas devocionales budistas. Las esculturas budistas son un importante grupo de ejemplos tempranos de arquitectura india tallada en roca que representan inicialmente la tradición de las primeras escuelas budistas.
Trirashmi es el nombre de las colinas en las que se encuentran las cuevas, y Leni es una palabra marati para ‘cuevas’. El nombre de Pandavleni que a veces se da a las cuevas de Nasik no tiene nada que ver con los pandavas, personajes de la epopeya Mahabharata. 
La mayoría de las cuevas son viharas, excepto la cueva 18, que es una chaitya del siglo I a. C. de la dinastía Sunga. El estilo de algunos de los elaborados pilares o columnas, por ejemplo en las cuevas 3 y 10, es un ejemplo importante del desarrollo formal. Las cuevas están ubicadas en un lugar sagrado budista, que se encuentra a unos 8 km al sur del centro de Nasik.